# 山县大贰
山县大二（1725年—1767年），日本江户时代的儒学学者，医生。他通过幕府腐败为理由，主张进行推翻幕府的活动。后来因为计划败露而被幕府逮捕处死。